# 578168 Miaochangwen
578168 Miaochangwen este o planetă minoră (asteroid) din centura de asteroizi. A fost descoperită pe 1 decembrie 2013 la Xuyi County⁠(d) de . 
Obiectul prezintă o orbită caracterizată de o semiaxă mare de 2,6292514443873 UAi, o excentricitate de 0,14617146343348, o înclinație de 12,103264640535 ° în raport cu ecliptica.